# Veere (občina)
Veere (nizozemsko: [ˈveːrə] (); (Zelandsko: (Ter) Veere ) je občina na nekdanjem otoku Walcheren v nizozemski provinci Zelandija. Občina ima 22.067 prebivalcev (1. januarja 2024, vir: CBS). Občini pripada tudi nekdanji delovni otok Neeltje Jans. Občinska hiša je v Domburgu.

## Zgodovina
Ime Veere pomeni "trajekt": Volfert I. Borselenski je leta 1281 tam ustanovil trajekt in trajektno hišo. Ta trajekt je imenoval "camper-veer" ali "Trajekt pri Campu", pod katerim je bil vsaj v Angliji znan Camphire vse do sedemnajstega stoletja. Sčasoma je postal znan kot "de Veer". Istega leta 1281 je Volfert na enem od nasipov, ki jih je zgradil, zgradil tudi grad Zandenburg. Dne 12. novembra 1282 je grof Floris V. nato izdal listino, s katero je Volfertu podelil oblast nad deželo in gradom z brodom in brodiščem. Od takrat naprej je Volfert dobil naziv gospod Veereški (izg.: Fireški).  Veere je dobil mestne pravice leta 1355. 
" Admiraliteit van Veere " (Admiraliteta Veere) je bila ustanovljena kot rezultat odloka o admiraliteti z dne 8. januarja 1488 v poskusu oblikovanja osrednje pomorske uprave v Burgundski Nizozemski. Temu je bila podrejena viceadmiraliteta Flandrije v Dunkerqueu . Leta 1560 pod vodstvom admirala Filipa Montmorencijskega, grofa Horneškega, se je ta admiraliteta preselila v bližino Genta, leta 1561 pa so bile tudi habsburške pomorske sile premaknjene v Veere. 
Veere je deloval kot glavno pristanišče za Škotsko med letoma 1541 in 1799. Na Škotskem je bil znan kot Campvere. Do anglo-nizozemskih vojn je bilo pomembno trgovsko pristanišče za uvoz med drugim žafrana iz vzhodnoanglijskih pristanišč, kot je Wells.
Flamska arhitekta Antonis Keldermans in Evert Spoorwater sta zasnovala Grote Kerk  (Veliko cerkev), utrdbe, Cisterne in mestno hišo. V tem obdobju razcveta je bilo kulturno središče na gradu Zandenburg, rezidenci plemiških družin Borselenskih in Burgundskih. Tu je delal dvorni slikar Jan Gossaert van Mabuse. Pesnik Adrianus Valerius je živel in delal v mestu od leta 1591. V 17. in 18. stoletju je bilo Veere uspešno trgovsko mesto s približno 750 hišami znotraj mestnega obzidja, v primerjavi s približno 300 leta 2013 .
Na začetku druge svetovne vojne je bila v Veereju vodna letalska baza kraljeve nizozemske mornarice s šestimi letali Fokker C XIV-W . Bazo so 12. maja 1940 bombardirali bombniki He 111, kar je povzročilo nekaj žrtev. Vodnim letalom je bilo 14. maja ukazano, naj se evakuirajo v Francijo in nato v Anglijo, na koncu pa so prispela v nizozemsko Vzhodno Indijo, kjer so bila kasneje uničena v akcijah z Japonci leta 1941 in 1942. 17. maja je nemška pehota  SS polka Deutschland  druge tankovske divizije SS  je prečkal Walcheren preko Sloedama in do 18:00 tistega večera so nizozemske sile na otoku, vključno z garnizijo v Veereju, dobile ukaz, naj se predajo. Veere so 7. novembra 1944 končno osvobodile škotske enote britanske 52. (nizozemske) pehotne divizije med operacijo Infatuate , zavezniškim napadom na Walcheren. Kot del priprav na operacijo so bombardirali morske nasipe na otoku, kar je povzročilo poplavo večjega dela območja. V nasprotju z mnogimi drugimi mesti na otoku je bil Veere v bojih praktično nepoškodovan. 
Zaradi zajezitve zaliva oziroma Veere-škega kanala leta 1961 se je ribiška flota Veere-ja preselila v novo matično pristanišče Colijnsplaat na Severni-Bevelandu.  Od leta 2013 je glavna dejavnost mesta turizem.
Občina Veere je svojo sedanjo razširjeno obliko dosegla leta 1997 po dodatku več sosednjih krajev. V skoraj dveh stoletjih se je sedemnajst zgodovinskih občin združilo v današnjo Veere. Prvotno polno ime je bilo Veere mesto in Zanddijk-Binnen.

## Geografija
Mesto Veere leži v laguni Veere-škega jezera na otoku Walcheren v Provinci  Zelandiji na Nizozemskem.
Občina Veere se razprostira na območju 13,496 hektarjev, z obalo dolgo 34 kilometrov, in je poseljena z okoli 22,000 prebivalci.

### Poselitveni centri
Poselitveni centri občine so:
- Aagtekerke (prebivalci leta 2003: 1,479)
- Biggekerke (895)
- Domburg (1,481)
- Gapinge (522)
- Grijpskerke (1,377)
- Joossesweg (20)
- Koudekerke (3,620)
- Meliskerke (1,477)
- Oostkapelle (2,451)
- Serooskerke (1,833)
- Veere (1,520)
- Vrouwenpolder (1,125)
- Westkapelle (2,672)
- Zoutelande (1,593)

## Občinski svet
Občinski svet Veere ima 19 sedežev. 

## Svetilniki
V občini je več svetilnikov in svetilk.
- Westkapelle High
- Westkapelle Low
- Lightstand Zoutelande
- Svetlobni prikazi Cape Dunes

Od teh stolpov vodijo tri svetlobne črte, ki varno vodijo ladijski promet do in skozi Oostgat.

## Kultura

### Spomeniki
V občini je več državnih spomenikov in vojnih spomenikov, glej:
- Seznam nacionalnih spomenikov v Veere (občina)
- Seznam vojnih spomenikov v Veereju
- Seznam Stolpersteine v Veereju

### Umetnost v javnem prostoru
Na javnih površinah v občini so postavljeni različni kipi, skulpture in objekti, glej:
- Seznam kipov v Veereju

## Narava
Območja Natura 2000 Westerschelde &amp; Saeftinghe, Voordelta, Oosterschelde, Veerse Meer in Vlakte van de Raan se delno nahajajo v občini Veere. V celoti znotraj občine je območje Natura 2000 De Manteling van Walcheren  in znotraj tega območja je Oranjezon.

## Galerija slik
- Pristanišče Veere
- Pristanišče Veere
- Mlin na veter: mlin za koruzo "de Koe".
- Koudekerke, cerkev: Mihaelova cerkev
- Westkapelle, svetilnik
- Gapinge, cerkev
- Domburg, grad/mladinski hotel (youth hostel)
- Serooskerke, mlin na veter
- Zoutelande, cerkev